# Eumicrotremus barbatus
Eumicrotremus barbatus är en fiskart som först beskrevs av Lindberg och Legeza, 1955.  Eumicrotremus barbatus ingår i släktet Eumicrotremus och familjen sjuryggsfiskar. IUCN kategoriserar arten globalt som otillräckligt studerad. Inga underarter finns listade i Catalogue of Life.